# Rolf Munkes

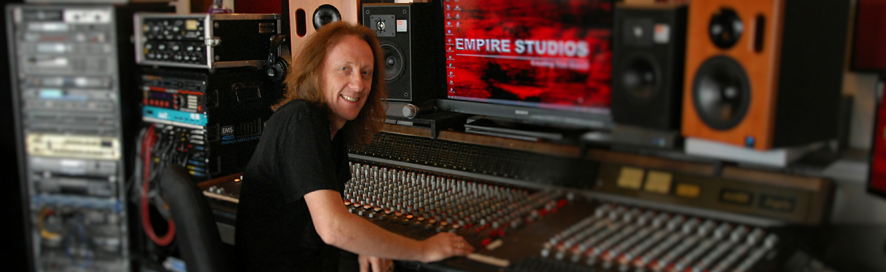
Rolf Munkes 2015

Rolf Munkes (* 10. Dezember 1966) ist ein deutscher Gitarrist, Komponist und Musikproduzent mit eigenem Studio.

## Leben
Mit seiner eigenen Band Empire veröffentlichte er zwischen 2001 und 2007 vier Alben. Hypnotica, Trading Souls, Raven Ride und Chasing Shadows.
Mitwirkende Musiker waren: Neil Murray, Tony Martin, Doogie White, Mike Terrana, Don Airey, Mark Boals, Lance King, Anders Johansson.
Mit Razorback veröffentlichte er drei Alben: Animal Anger, Criminal Justice und Deadringer. Mit dabei waren unter anderem Mike Terrana, Andre Hilgers und Stefan Berggren.
Im Jahr 2003 stieg er bei der deutschen Band Majesty ein, tourte mit der Band und veröffentlichte mit ihnen vier Alben:
Reign in Glory, Hellforces, Sons of a new Millennium und das Live-Album Metal Law.
Von 2007 bis 2010 tourte er mit Tony Martin, dem ehemaligen Sänger von Black Sabbath.
2014 nahm er mit Bülent Ceylan eine EP auf und begleitete ihn bei drei Konzerten an der Gitarre.
Für das neue Programm (ab 2016) Kronk spielte er ebenfalls die Gitarren ein.
Seit 2015 ist er Gitarrist der Band Crematory.

## Produktionen mit Rolf Munkes/Empire Studios
| Band                                   | Album                                                 | Jahr |
| -------------------------------------- | ----------------------------------------------------- | ---- |
| Rolf Munkes                            | No more obscurity                                     | 1999 |
| Empire                                 | Hypnotica                                             | 2001 |
| Various Artists                        | Dream Ballads                                         | 2002 |
| Empire                                 | Trading Souls                                         | 2002 |
| Jason Becker Tribute                   | A Warmth in the Wilderness                            | 2003 |
| Dawnrider                              | Fate Is Calling                                       | 2004 |
| Uli Jon Roth Tribute                   | Beyond the Inspiration                                | 2004 |
| Razorback                              | Animal Anger                                          | 2004 |
| Majesty                                | Reign in Glory                                        | 2004 |
| Razorback                              | Criminal Justice                                      | 2005 |
| Virus                                  | Sick Of Lies                                          | 2005 |
| Ritchie Blackmore Tribute              | Blackmore's Castle                                    | 2006 |
| Concept Insomnia                       | No Words                                              | 2006 |
| Messenger                              | Under The Sign                                        | 2006 |
| Dominik Marx                           | Why Do We Go                                          | 2006 |
| Empire                                 | The Raven Ride                                        | 2006 |
| Kilmara                                | Hunting Dreams                                        | 2007 |
| DMA                                    | Jamais Vu                                             | 2007 |
| Concept Insomnia                       | Second Glance                                         | 2007 |
| Julian Angel                           | Choreography Sucks                                    | 2007 |
| Razorback                              | Deadringer                                            | 2007 |
| Empire                                 | Chasing Shadows                                       | 2007 |
| Me & The Rest                          | Ikarus                                                | 2008 |
| Ozzyfest                               | A Tribute to Ozzy and Bob Daisly                      | 2008 |
| Crash Course                           | Thervuth                                              | 2008 |
| 7th Day Davidian                       | Love Sick Alibi                                       | 2008 |
| Dragonsfire                            | Visions Of Fire                                       | 2008 |
| Tribal                                 | Corner of a circle                                    | 2009 |
| Mooncry                                | Rivers of Heart                                       | 2010 |
| Concept Insomnia                       | Perpetuum Mobile                                      | 2010 |
| Dragonsfire                            | Metal Service                                         | 2010 |
| 7th Day Davidian                       | Delirious                                             | 2010 |
| Buckles & Boots                        | Country Rock Star                                     | 2010 |
| Darkest Horizon                        | EP                                                    | 2011 |
| Messenger                              | See you in hell                                       | 2011 |
| Beautiful Beast                        | Adult oriented candy                                  | 2011 |
| Roadway                                | EP                                                    | 2011 |
| Concept Insomnia                       | Kaleidoscope                                          | 2011 |
| Me & the Rest                          | Wizard King                                           | 2012 |
| Khaos                                  | Rising                                                | 2012 |
| La Paz                                 | Granite                                               | 2012 |
| J.R. Blackmore                         | Voices Bonus Tracks                                   | 2012 |
| Tribal                                 | My I-dentity                                          | 2012 |
| Dark Man Shadow                        | Victims Of Negligence                                 | 2012 |
| Bury my regrets                        | No place like home                                    | 2012 |
| Forgotten Memories                     | Dreams in Reality                                     | 2012 |
| Dragonsfire                            | Speed Demon                                           | 2013 |
| Minotaurus                             | The Call                                              | 2013 |
| Burden of Life                         | The Vanity Syndrome                                   | 2013 |
| La Paz                                 | The Dark and the Light                                | 2013 |
| Roadway                                | Set in Stone                                          | 2013 |
| Messenger                              | Starwolf                                              | 2013 |
| Mooncry                                | A mirror's diary                                      | 2013 |
| Rik Priem's Prime                      | Rik Priem's Prime                                     | 2013 |
| Bülent Ceylan                          | Nichts besonderes                                     | 2014 |
| Dead End Heroes                        | Roadkill                                              | 2014 |
| Khaos                                  | Risen                                                 | 2014 |
| Dragonsfire                            | MetalX                                                | 2014 |
| Ancient Gods                           | Forsaken Needs                                        | 2015 |
| Steelpreacher                          | Devilution                                            | 2015 |
| Scavanger                              | Rise of the Scarab                                    | 2015 |
| Innfight                               | Boulevard of pain                                     | 2015 |
| Carsten Lizard Schulz Syndicate        | The Day The Earth Stopped Turning                     | 2015 |
| Vandercash                             | Scars and tattoos                                     | 2016 |
| Burden of Life                         | In Cycles                                             | 2016 |
| La Paz feat. Doogie White              | Shut up and rawk                                      | 2016 |
| Phantom 5                              | Phantom 5 (Drum recording)                            | 2016 |
| Bülent Ceylan                          | Kronk Tour (Guitar Recording)                         | 2016 |
| Minotaurus                             | Insolubilis                                           | 2016 |
| Crematory                              | Live Insurrection                                     | 2017 |
| Masters Of Disguise                    | Alpha/Omega                                           | 2017 |
| Lou DiBello                            | Heat Wave                                             | 2017 |
| Phantom V                              | Play To win (Drum Recording)                          | 2017 |
| Michael Schenker Fest                  | Resurrection (Drum Recording)                         | 2017 |
| Amantis                                | The Call                                              | 2018 |
| Liquid Horizon                         | Beyond Borders (Mixing)                               | 2019 |
| Emotional Winter                       | My Wall                                               | 2018 |
| Vitne                                  | Jupiter (Mixing and Mastering)                        | 2018 |
| Mad Max                                | Mad Max (Drum Recording)                              | 2018 |
| Innfight                               | Black Dog                                             | 2018 |
| Kiyo                                   | Parting Lights                                        | 2018 |
| Marc Jürs and a bunch of heartbreakers | Music for the working class (Mixing and Mastering)    | 2018 |
| Sweeping Death                         | In Lucid                                              | 2018 |
| Wardress                               | Dress For War                                         | 2019 |
| A Chance for Metal                     | (Live-DVD)                                            | 2019 |
| Lou DiBello                            | American Hard Rock (Mixing and Mastering)             | 2019 |
| Vitne                                  | Aria (Mixing and Mastering)                           | 2019 |
| Minotaurus                             | Victims of the underworld                             | 2019 |
| Michael Schenker Fest                  | Revelation (Drum Recording)                           | 2019 |
| Gun                                    | R3loaded (Mixing and Mastering)                       | 2019 |
| Mad Max                                | Stormchild Rising (Drum Recording)                    | 2020 |
| Crown of Glory                         | Ad Infinitum (Recording/Coproducing)                  | 2020 |
| Stass                                  | Songs of Flesh and Decay (Vocal Recording)            | 2020 |
| Bodyguerra                             | Fire & Soul (Production, Mixing, Mastering)           | 2021 |
| Barnabas Sky                           | Inspirations (Mastering)                              | 2021 |
| Steelpreacher                          | Unbroken (Production, Mixing, Mastering)              | 2021 |
| El Pistolero                           | Mexican Standoff (Mixing, Mastering)                  | 2021 |
| Voodoo Circle                          | Locked & Loaded (Drum Recording)                      | 2021 |
| Therapie nach Noten                    | GeldScheinwelt (Production, Mixing, Mastering)        | 2021 |
| Sign of Death                          | Revival (Mixing, Mastering)                           | 2022 |
| Lazarus Dream                          | Lifeline (Stem Mastering)                             | 2022 |
| Crematory                              | Inglorious (Production, Mixing)                       | 2022 |
| Böllverk                               | Heading fro the crown (Production, Mixing, Mastering) | 2022 |
| My Own Ghost                           | Shadow People (Drum Recording)                        | 2022 |
| Youssou N'Dour                         | Bukki Yi Plus (Vocal Recording)                       | 2022 |
| John Diva & Rockets Of Love            | The Big Easy (Drum Recording)                         | 2023 |
| Wardress                               | Metal til The End (Production, Mixing, Mastering)     | 2023 |